# Kick Smit

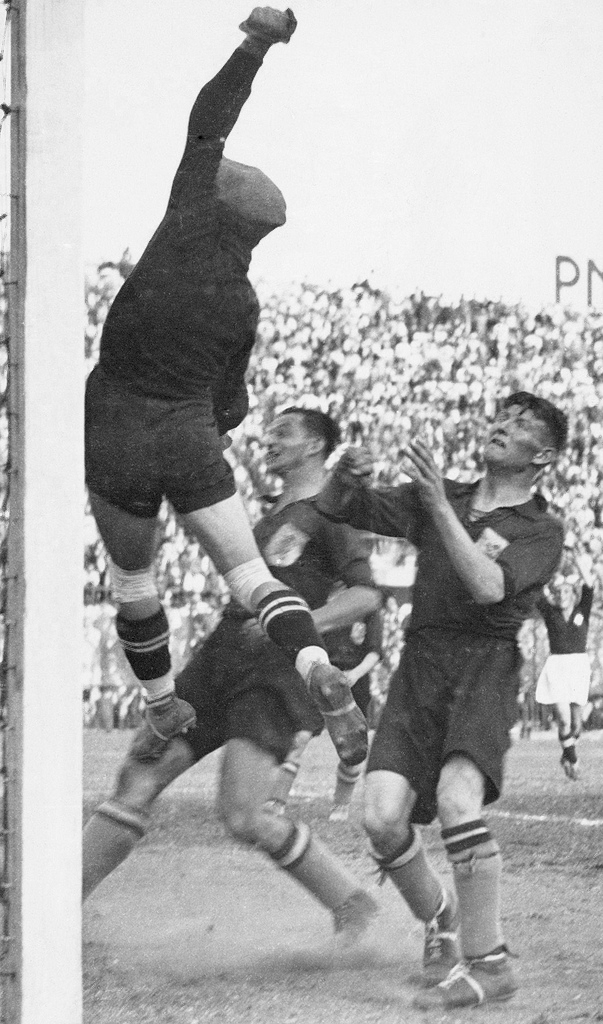
Kick Smit (rechts) im Spiel gegen die Schweiz 1934. Mit im Bild Beb Bakhuys (Mitte) und Frank Séchehaye (links)

Johannes Chrishostomos „Kick“ Smit (* 3. November 1911 in Bloemendaal; † 1. Juli 1974 in Haarlem) war ein niederländischer Fußballspieler. Er war in den 1930er und 1940er Jahren Spieler des HFC Haarlem, mit dem er 1946 die niederländische Meisterschaft gewann. In 29 Spielen in der niederländischen Nationalmannschaft erzielte er 26 Tore.

## Vereinskarriere

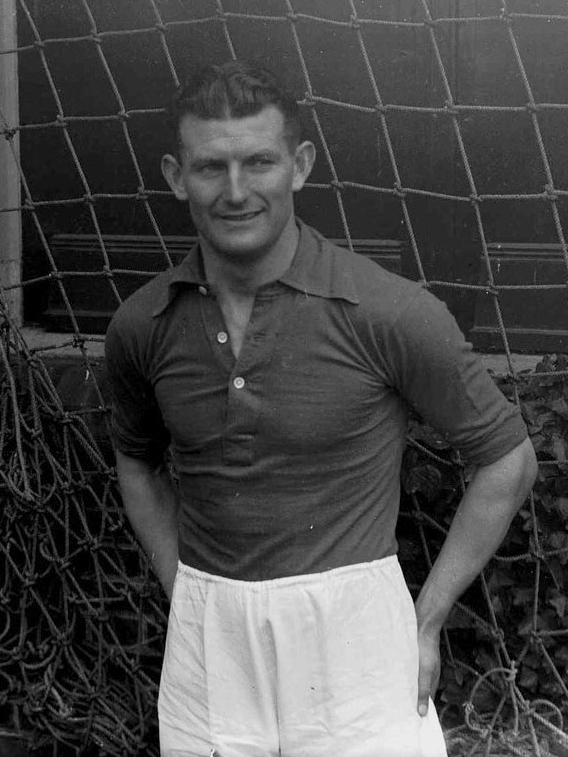
Kick Smit (1946)

Der Katholik Smit machte mit 13 Jahren sein erstes Spiel in der ersten Mannschaft des römisch-katholischen Clubs Geel-Wit; mit 14 ging er zum ebenfalls konfessionell geleiteten RKVV Onze Gezellen. 1934 wechselte er zum nichtkonfessionellen HFC Haarlem, bei dem der technisch versierte Stürmer schnell seine Stammposition auf Halblinks eroberte und auch Nationalspieler wurde. Nach sechs Jahren wechselte er 1940 zum Verein Heemstede Berkenrode Combinatie (HBC), der – wie die Geel-Wit und Onze Gezellen – dem römisch-katholischen Fußballbund und nicht dem Niederländischen Fußballbund KNVB angehörte. Ein römisch-katholischer Verlag hatte ihm einen Arbeitsplatz angeboten, wenn er zum HBC wechselte und für einige andere Mannschaften als Trainer wirkte. Mit dem Wechsel ging einher, dass er nicht mehr für die Nationalmannschaft spielen durfte.
Nach dem Krieg kehrte er zu Haarlem zurück und wurde zu „Herz und Seele“ der Mannschaft. Der Sturm mit Smit, Linksaußen Piet Groeneveld und Mittelstürmer Wim Roosen legte die Basis dafür, dass der HFC 1946 die niederländische Meisterschaft errang. Zwar verlor Haarlem zuhause gegen Ajax (mit Rinus Michels) mit 0:8, dies war jedoch nur eine von zwei Niederlagen in der Endrunde; der Titel wurde mit einem 2:0-Sieg gegen Heerenveen (mit Abe Lenstra) entschieden, zu dem Kick Smit den zweiten Treffer mit einem unhaltbaren Kopfball beitrug.
In der Saison 1954/55 trat er, mittlerweile 43 Jahre alt, noch einmal als Spielertrainer beim HFC an und machte drei weitere Spiele für die erste Mannschaft; in seinem Comebackspiel markierte er den ersten Treffer für das Team.

## Nationalmannschaft
Sein Debüt in der Nederlands elftal gab Smit kurz nach seinem Wechsel zu HFC Haarlem am 11. März 1934 in Amsterdam in einem Freundschaftsspiel gegen Belgien. Oranje gewann 9:2; Smit erzielte ebenso wie Beb Bakhuys zwei Tore; beide wurden jedoch von Leen Vente in den Schatten gestellt, der die restlichen fünf Tore beitrug. Schiedsrichter dieser Partie war der Deutsche Peco Bauwens. Nach seinem Debüt kam Smit gleich in der Qualifikation für die WM in Italien zum Einsatz; beim 5:2 gegen das Team aus dem Irischen Freistaat erzielte er zwei Treffer, zum anschließenden 4:2-Sieg in Belgien trug er ein Tor bei. Auch beim Endturnier in Italien stand Smit im niederländischen Team; er sorgte im San-Siro-Stadion für den 1:1-Ausgleich gegen die Schweiz und erzielte damit das erste WM-Tor der Niederlande; die Mannschaft verlor jedoch letztlich mit 2:3 und schied aus. 
In der Qualifikation zur WM 1938 erzielte er ebenfalls ein Tor; in der Endrunde konnte er nicht verhindern, dass sein Team mit 0:3 an der Tschechoslowakei scheiterte. Durch seinen Wechsel zum katholischen HBC war er ab 1940 für den KNVB nicht mehr eligibel, was sich jedoch nur auf drei Spiele auswirkte, da in der Besatzungszeit während des Zweiten Weltkriegs und seiner Nachwirkungen zwischen April 1940 und März 1946 keine Länderspiele ausgetragen wurden.
Nach dem Krieg kam Smit 1946 noch zu zwei Einsätzen, darunter einem als Mannschaftskapitän. In seinem letzten Spiel in Oranje verlor das Team am 27. November 1946 in Huddersfield 2:8 gegen England; Kick Smit verabschiedete sich in der 87. Spielminute mit dem letzten Treffer des Spiels und seiner Laufbahn aus der Nationalmannschaft; auf Halblinks spielte danach meist der neun Jahre jüngere Abe Lenstra.

## Trainer
1950 beendete Smit seine aktive Laufbahn. Er trainierte später diverse Mannschaften aus dem Westen der Niederlande: HFC Haarlem, RCH, HBC, Alkmaar '54, Aalsmeer und Wijk aan Zee.

## Abseits des Fußballplatzes
Gemeinsam mit Abe Lenstra und Faas Wilkes diente Kick Smit als Vorlage für die Figur Kick Wilstra in einer Comicstrip-Serie.
Während und nach seiner Arbeit als Trainer war er sechzehn Jahre in der Ausbildung von Sport-Übungsleitern am Centraal Instituut Opleiding Sportleiders (CIOS) tätig.
Er starb mit 62 Jahren nach längerer Krankheit.

## Erfolge und Ehrungen

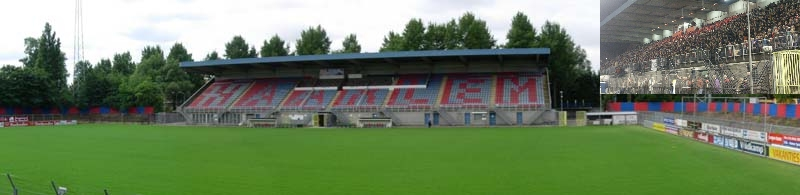
Kick-Smit-Tribüne im Haarlem-stadion

1946 wurde Smit niederländischer Meister mit HFC Haarlem.
Die Sportredaktion des Haarlems Dagblad erklärte Smit zum Haarlemer Sportler des 20. Jahrhunderts. 
Der HFC Haarlem benannte eine Tribüne in seinem Stadion nach Kick Smit.